# Joe Berlinger
Joseph Berlinger, detto Joe (Bridgeport, 30 ottobre 1961), è un regista, sceneggiatore e produttore cinematografico statunitense.
Specializzato nei documentari del genere true crime, tra i suoi lavori più noti ci sono i documentari della serie Conversazioni con un killer dedicati a famigerati serial killer, trasmessi da Netflix.

## Filmografia

### Cinema
- Brother's Keeper (1992) - Documentario
- Paradise Lost: The Child Murders at Robin Hood Hills (1996) - Documentario
- Where It's At: The Rolling Stone State of the Union (1998) - Film TV
- Paradise Lost 2: Revelations (2000) - Documentario
- Il libro segreto delle streghe - Blair Witch 2 (Book of Shadows: Blair Witch 2) (2000)
- Metallica: Some Kind of Monster (2004) - Documentario
- Crude (2009) - Documentario
- Paradise Lost 3: Purgatory (2011) - Documentario
- Under African Skies (2012) - Documentario
- Whitey: United States of America v. James J. Bulger (2014) - Documentario
- Tony Robbins: I Am Not Your Guru (2016) - Documentario
- Intent to Destroy (2017) - Documentario
- Ted Bundy - Fascino criminale (Extremely Wicked, Shockingly Evil and Vile) (2019)

### Televisione
- Conversazioni con un killer: Il caso Bundy (Conversations with a Killer: The Ted Bundy Tapes) (2019) - Documentario
- Jeffrey Epstein: soldi, potere e perversione (Jeffrey Epstein: Filthy Rich) (2020) - Documentario
- Sulla scena del delitto: Il caso del Cecil Hotel (Crime Scene: The Vanishing at the Cecil Hotel) (2021) - Documentario
- Omicidio tra i mormoni (Murder Among the Mormons) (2021) - Documentario
- Confronting a Serial Killer (2021) - Documentario
- Crime Scene: The Times Square Killer (2021) - Documentario
- Conversazioni con un killer: Il caso Gacy (Conversations with a Killer: The John Wayne Gacy Tapes) (2022) - Documentario
- Conversazioni con un killer: Il caso Dahmer (Conversations with a Killer: The Jeffrey Dahmer Tapes) (2022) - Documentario